# Cronologia de la física de partícules
És convenient establir una cronologia dels descobriments en física de partícules tant experimentals com teòrics, car sovint els primers sorgeixen a conseqüència de prediccions fetes pels segons. Fins i tot s'inclouen alguns descobriments en cosmologia car, a partir de la dècada del 1970, van augmentar els vincles entre les dues branques de la ciència.

## 1890
- 1894 Gasos inerts - William Ramsay i Lord Rayleigh
- 1895 Raigs X - Wilhelm Röntgen
- 1896 Radioactivitat - Henri Becquerel
- 1897 Electró - J. J. Thomson
- 1898 descoberta del radi - Marie Curie

## 1900
- 1900 quàntum - Max Planck
- 1902 Llei de desintegració radioactiva - Ernest Rutherford i Frederick Soddy
- 1905 Relativitat restringida - Albert Einstein

## 1910
- 1911 Nucli atòmic - Ernest Rutherford
- 1912 Raigs còsmics - Victor Franz Hess
- 1913 Càrrega nuclear - Henry Moseley
- 1913 Lleis quàntiques de l'àtom - Niels Bohr
- 1915 Relativitat general (gravetat) - Albert Einstein
- 1917 Desintegració artificial del nucli - Ernest Rutherford

## 1920
- 1923 Dualitat ona-corpuscle - Louis de Broglie
- 1924 Espín de l'electró - Samuel Goudsmit i George Uhlenbeck
- 1926 Mecànica matricial - Werner Heisenberg
- 1926 Mecànica ondulatòria - Erwin Schrödinger
- 1929 Expansió de l'univers - Edwin Hubble

## 1930
- 1931 Radioastronomia - Karl Jansky
- 1931 Predicció del positró - Paul Dirac
- 1932 Positró - Carl D. Anderson
- 1932 Neutró - Sir James Chadwick
- 1934 Teoria mesònica de la força nuclear - Hideki Yukawa
- 1937 Primer element químic artificial - Emilio Segrè
- 1937 Muó - Carl D. Anderson i Seth Neddermeyer
- 1938 Fissió nuclear - Otto Hahn i Fritz Strassmann
- 1939 Origen nuclear de l'energia estel·lar - Hans Bethe

## 1940
- 1942 Primer reactor nuclear - Enrico Fermi
- 1947 Partícules estranyes - George Rochester i Clifford Butler
- 1947 Mesura de l'efecte Lamb - Willis E. Lamb i Robert Retherford
- 1948 Pió carregat - Cecil Frank Powell i altres
- 1948 Càlcul de l'efecte Lamb - Julian Schwinger

## 1950
- 1950 Pió neutre - Jack Steinberger
- 1954 Teoria gauge - Chen Ning Yang i Robert L. Mills
- 1955 Antiprotó - Emilio Segrè i Owen Chamberlain
- 1956 Neutrí electrònic - Clyde Cowan i Frederick Reines
- 1956 Qüestionament de la simetria de paritat - Tsung-Dao Lee i Chen Ning Yang
- 1957 Violació de la simetria de paritat - Chien-Shiung Wu i altres
- 1957 Model V-A de la força feble - R. Feynman, M. Gell-Mann, R. Marshak i E. Sudarshan
- 1958 Teoria de Cabibbo - Nicola Cabibbo
- 1959 Comprovació de l'efecte de la gravetat en rellotges - Robert J. Pound

## 1960
- 1961 Model electrofeble amb bosó Z - Sheldon Glashow
- 1961 Model d'octet dels hadrons - Murray Gell-Mann i Yuval Ne'eman
- 1962 Neutrí muònic - Leon Lederman, Melvin Schwartz i Jack Steinberger.
- 1963 Model de quarks - Murray Gell-Mann i George Zweig
- 1964 Radiació còsmica de fons - Arno Penzias i Robert Wilson
- 1964 Violació de la simetria d'inversió temporal - Val Fitch i James Cronin
- 1964 Partícula Omega (quark estrany) - Nick Samio i altres
- 1964 Mecanisme de Higgs - Peter Higgs, Robert Brout i François Englert
- 1967 Observació de partons dins els nucleons - Henry Kendall, Jerome Isaac Friedman i Richard Edward Taylor
- 1967 Descobriment dels quàsars - Jocelyn Bell Burnell
- 1967 Model electrofeble amb mecanisme de Higgs - Steven Weinberg i Abdus Salam
- 1968 Descobriment del dèficit de producció de neutrins electrònics solars - Raymond Davis Jr. (Experiment Homestake)

## 1970
- 1970 Mecanisme GIM - Sheldon Glashow, John Iliopoulos i Luciano Maiani
- 1973 Corrents neutres - F. J. Hasert i altres
- 1974 Partícula J/Psi (quark encant) - Burton Richter i Sam Ting
- 1974 Teoria de gran unificació - Howard Georgi i Sheldon Glashow
- 1975 Neutrinos solars - Raymond Davis
- 1975 Leptó tau - Martin Lewis Perl
- 1976 Mesons encantats - Gerson Goldhaber
- 1977 Partícula Ypsilon (quark bellesa) - Leon Lederman i altres
- 1979 Descobriment Gluó - Sau-Lan Wu i altres

## 1980
- 1980 Partícules amb bellesa - Experiment CESR
- 1981 Renormalització de la teoria electrofeble - Gerardus 't Hooft
- 1983 Bosons W i Z - Carlo Rubbia i altres
- 1985 Supercordes - Michael Green i John Schwartz
- 1986 Buits intergalàctics - Margaret Geller i altres
- 1987 Neutrins de la supernova SN87A - Grups Kamiokande (Japó) i IBM

## 1990
- 1995 Descobriment del quark top - Experiments CDF i D0, Fermilab
- 1998 Descobriment de l'expansió accelerada de l'univers - Supernova Cosmology Project i High-Z Supernova Search Team
- 1998 Descobriment de l'oscil·lació de neutrins muònics a l'atmosfera - Super Kamiokande

## 2000
- 2000 Neutrí tau - Experiment DONUT, Fermilab
- 2001 Descobriment de l'oscil·lació de neutrins electrònics solars - Sudbury Neutrino Observatory
- 2003 El Model Lambda-CDM i la teoria inflacionària de l'univers són confirmats per mesures precises de la radiació de fons de microones - WMAP

## 2010
- 2012 Descobriment del bosó de Higgs - Experiments ATLAS i CMS, Gran Col·lisionador d'Hadrons, CERN
- 2012 Descobriment de l'oscil·lació d'anti-neutrins electrònics de reactors nuclears - Daya Bay